# Championnat des Bahamas féminin de football
Le championnat des Bahamas est une compétition de football féminin.

## Palmarès

### National Champions
| Saison    | Champion  |
| --------- | --------- |
| 2000-2001 | Predators |
| 2001-2002 | Predators |
| 2002-2003 | Predators |

### New Providence Champions
| Saison      | Champion                  |
| ----------- | ------------------------- |
| 1998-1999   | CFH Barrettes             |
| 1999-2000   | Texaco Shooting Stars     |
| 2000-2001   | Barrettes                 |
| 2001-2002   | NUCA Revolution           |
| 2002-2003   | Nassau Kitchen Revolution |
| 2003-2004   | Bears Revolution FC       |
| 2004-2005   | pas de tournoi            |
| 2005-2006   | FC Nassau                 |
| 2006 à 2015 | pas organisé              |
| 2016        | Lady Wahoos               |